# كلية علوم الأغذية والزراعة بجامعة الملك سعود
كلية علوم الأغذية والزراعة بجامعة الملك سعود، من الكليات التابعة لجامعة الملك سعود، وتقع تحديداً في حي عليشة بمدينة الرياض.

## سنة تأسيس الكلية ومكانها
أُنشئت الكلية في أحد القصور بحي عليشة على مساحة تُقدر بـ 1080987 متراً مربعاً، وقد قامت الجامعة بشرائه ليكون مقراً للكلية، ويقع القصر في وسط مزرعة وحولها أراضي فضاء.

## منسوبي الكلية
- عمداء الكلية
- الدكتور عبد الله العقيل الحمدان من عام 1385هـ
- الدكتور عبد الرحمن بن عبد العزيز آل الشيخ من عام 1392هـ
- الدكتور عبد الله الثنيان من عام 1395هـ
- الدكتور نبيل يحيى عبد الله من عام 1397هـ
- وكلاء الكلية
- الدكتور ياسر شاهر السمان من عام 1388هـ
- الدكتور عبد الله الثنيان من عام 1391هـ
- الدكتور محمد بن سعيد القحطاني من عام 1393هـ [3]
- الدكتور نبيل يحيى عبد الله من عام 1395هـ
- الدكتور يحيى مكي من عام 1397هـ
- الدكتور عبده سعود المشهدي من عام 1399هـ
- الدكتور عطا الله أبو حسن من عام 1401هـ
- مجلس الكلية
- الدكتور نبيل يحيى عبد الله - عميد الكلية
- الدكتور عطا الله أبو حسن - وكيل الكلية
- الدكتور أحمد جمال الدين الوراقي - رئيس قسم الصناعات الغذائية
- الدكتور أحمد سعد الحازمي - ممثل قسم وقاية النبات
- الدكتور عبد الله العلي السبيل - رئيس قسم الإنتاج الحيواني
- الدكتور عبده سعود المشهدي - رئيس قسم التربة
- الدكتور إبراهيم يوسف طرابلسي - رئيس قسم وقاية النبات
- الدكتور محمد عمر غندورة - رئيس قسم الإنتاج النباتي
- الدكتور محمود حسان عبد العزيز - رئيس قسم الهندسة الزراعية
- الدكتور مدحت محمود صبري - رئيس قسم الاقتصاد الزراعي والمجتمع الريفي.[4]

## مدة الدراسة
مدة الدراسة بالكلية للحصول على البكالوريس أربع سنوات، وتشتمل الكلية على الأقسام الآتية:
- قسم التربة واستصلاح الأراضي التربة، كيمياء التربة، كيمياء الأسمدة وتغذية النبات، المساحة، المباني، الري والصرف والآلات الزراعية، استصلاح الأراضي.
- مواد تدرس في كلية العلوم الجيولوجيا، الكيمياء، الكيمياء الحيوية.
- قسم الاقتصاد الزراعي والاجتماع الريفي الاقتصاد الزراعي والتخطيط الزراعي، الإرشاد الزراعي، التعاون والتسويق والتسليف، المحاسبة الزراعية، علم الاجتماع الريفي، إدارة المزارع، المشاكل الزراعية في المملكة، احصاء وتصميم التجارب الزراعية.
- قسم الإنتاج النباتي النبات الزراعي، المحاصيل، الغابات، البساتين، المراعي، المحاصيل الزراعية في المملكة، فسيولوجيا النبات الزراعي.
- قسم وقاية النبات الحشرات، الأمراض النباتية والآفات الزراعية ومقاومتها، الميكروبيولوجيا الزراعية، المبيدات ووقاية النبات، الحشرات الاقتصادية مثل النحل ودودة القز.
- قسم الإنتاج الحيواني فسيولوجيا الحيوان الزراعي، تربية الحيوان والدواجن، الحيوان الزراعي، صحة الحيوان وتغذيته والأمراض التي تصيبه.
- قسم الصناعات الزراعية حفظ الأغذية، الألبان ومشتقاتها، والتغذية.[5]

## أبرز الملتحقين بها
- ناصر القصبي (ممثل سعودي)
- عبد الله السدحان (ممثل سعودي)

## انظر ايضاً
- الرياض
- جامعة الملك سعود
- الزراعة

## وصلات خارجية
- حصول كلية علوم الأغذية والزراعة بجامعة الملك سعود على الاعتماد الأكاديمي.